# Sūlibele
Sūlibele är en ort i Indien.   Den ligger i distriktet Bangalore Rural och delstaten Karnataka, i den södra delen av landet, 1 700 km söder om huvudstaden New Delhi. Sūlibele ligger 881 meter över havet och antalet invånare är 8 205.
Terrängen runt Sūlibele är platt. Runt Sūlibele är det tätbefolkat, med 442 invånare per kvadratkilometer. Närmaste större samhälle är Dasarahalli, 10,0 km söder om Sūlibele. Trakten runt Sūlibele består till största delen av jordbruksmark.